# Ундозерский Погост
Ундозерский Погост — деревня в Вытегорском районе Вологодской области.
Входит в состав Анхимовского сельского поселения, с точки зрения административно-территориального деления — в Анхимовский сельсовет.
Расположена на берегах Ундозера и Лухтозера. Расстояние по автодороге до районного центра Вытегры — 60 км, до центра муниципального образования посёлка Белоусово — 50 км. Ближайшие населённые пункты — Бараново, Замошье, Мошниковская.
По переписи 2002 года население — 19 человек.